# Arthur a Minimojové
Arthur a Minimojové (ve francouzském originále Arthur et les Minimoys) je francouzský dobrodružný film z roku 2006. Režisérem filmu je Luc Besson. Hlavní role ve filmu ztvárnili Freddie Highmore, Mia Farrow, Ron Crawford, Adam LeFevre a Penny Balfour.

## Obsazení
| Freddie Highmore  | Arthur            |
| Mia Farrow        | Daisy             |
| Ron Crawford      | Archibald         |
| Adam LeFevre      | Ernest Davido     |
| Penny Balfour     | Rosie Suchot      |
| Doug Rand         | Francis           |
| Chazz Palminteri  | dopravní agent    |
| Madonna           | princezna Selenia |
| Jimmy Fallon      | princ Betameche   |
| David Bowie       | Maltazard         |
| Jason Bateman     | princ Darkos      |
| Robert De Niro    | Sifrat XVI        |
| Snoop Dogg        | Max               |
| Harvey Keitel     | Miro              |
| Erik Per Sullivan | Mino              |
| Anthony Anderson  | Koolamassai       |
| Emilio Estevez    | Ferryman          |